# Turek
Turek è una città polacca del distretto di Turek nel voivodato della Grande Polonia.
Ricopre una superficie di 16,16 km² e nel 2011 contava 29 059 abitanti.